# Gene Vincent
Pour les articles homonymes, voir Craddock et Vincent.
Vincent Eugene Craddock, dit Gene Vincent, né le 11 février 1935 (ou le 17 d'après sa mère, la date officielle viendrait d'une lecture fautive de l'état civil)  à Norfolk, Virginie (États-Unis) et mort le 12 octobre 1971 à Newhall, Californie, est un chanteur américain de rock 'n' roll et de rockabilly, qu'il contribue à populariser. Il est le créateur de Be-Bop-A-Lula, l'un des plus fameux succès du genre.

## Biographie

### Premières années (1935-1955)
Gene Vincent est le fils d'Ezekiah Jackson Craddock et de Marie Louise Cooper. Son père, surnommé Kie, enrôlé dans la marine côtière pendant la Seconde Guerre mondiale, surveille l'approche éventuelle d'U-Boot allemands. Sa mère tient un commerce. La famille déménage très tôt à Munden Point, dans l'État de Virginie, près de la frontière avec la Caroline du Nord. Ses parents y deviennent gérants d'une épicerie. Auditeur régulier de l'émission Grand Ole Opry, le jeune Vincent Eugene (qui porte à cette époque déjà le surnom de Gene) montre un intérêt pour la musique. Il écoute de la country, du hillbilly, du bluegrass. Mais il se familiarise aussi avec le blues et le gospel, car la communauté noire est importante dans le quartier pauvre où il vit. Il reçoit sa première guitare à l'âge de douze ans. Il joue régulièrement pour les passants, perfectionnant ainsi son style vocal et son jeu de guitare. Très vite, on le reconnaît dans les rues, et ses amis le surnomment The Screamin' Kid.
En 1948, ses parents décident de quitter Munden Point et de retourner à Norfolk où ils tiennent un magasin d'alimentation générale et de vêtements de marins. Chétif et souvent sujet aux taquineries de ses camarades d'école, Gene Vincent quitte assez tôt les études et s'engage dans l'US Navy à dix-sept ans, le 19 février 1952, pendant la guerre de Corée. Comme il est trop jeune, ses parents signent pour lui l'acte d'engagement. Il travaille principalement sur l'USS Chukawan, navire pourvoyeur de carburant. Gene navigue dans les eaux coréennes mais ne participe jamais directement aux combats, contrairement à ce que prétendent certains articles plus tard qui attribuent sa blessure à la guerre. En mars 1955, après trois années de service, Gene signe pour six années supplémentaires afin de percevoir la prime de réengagement, avec laquelle il s'achète une moto Triumph. En juillet, il est heurté dans Norfolk par une Chrysler conduite par un ivrogne qui « brûle » un feu rouge : il est grièvement blessé à la jambe gauche. À l'hôpital, les médecins veulent l'amputer, mais Gene refuse que sa famille signe les documents d'autorisation. Il passe les six mois suivants en de nombreux séjours à l'hôpital naval de Portsmouth. C'est pendant un de ces séjours qu'il s'exerce à écrire des chansons. On lui enserre finalement la jambe dans une armature métallique. Il est réformé peu après. Il est toutefois réincorporé très vite, à la suite d'une erreur de frappe dans son CV.

### Débuts musicaux (1955-1956)
En septembre 1955, à Norfolk, il voit sur scène Elvis Presley, encore peu connu. Le 9 octobre, Gene passe une audition lors de l'émission de Teddy "Bear" Crutchfield, DJ local.
Il se marie le 11 février 1956 avec Ruth Ann Hand.
Le même mois, il participe à un concours de chant dont un membre du jury est Sheriff "Tex" Davis, animateur de WCMS, une radio de Norfolk. Gene fait sa connaissance et, dès lors, se produit chaque week-end dans le « Country Showtime » de WCMS, accompagné par le trio The Virginians, qu'entourent d'autres musiciens. C'est ainsi qu'il interprète pour la première fois en public Be-Bop-A-Lula, chanson qu'il aurait écrite à l'hôpital, et qui serait inspirée de Little Lulu, une héroïne de bande dessinée.
En ce début de 1956, le phénomène Elvis Presley explose avec Heartbreak Hotel, sorti en janvier. Le succès foudroyant de ce disque met en émoi tous les labels : chacun est en quête de « son » Presley, et Sheriff "Tex" Davis le sait. Il décide de miser sur Gene. Il devient son directeur artistique, et l'entoure de quatre musiciens jouant pour WCMS : Cliff Gallup (guitare solo), Willie Williams (guitare rythmique), Jack Neal (contrebasse), Dickie Harrell (batterie). Le 9 avril, Gene et son groupe, les Blue Caps (référence à la casquette des marins) enregistrent dans les studios de WCMS une démo de trois titres : Be-Bop-A-Lula, Race With The Devil et I Sure Miss You. Elle est adressée à Ken Nelson, record producer (qu'on peut traduire par « réalisateur artistique ») et A&R man chez Capitol. Trois semaines plus tard, Ken Nelson convoque le groupe en studio pour réenregistrer les titres de la démo.

### Années de succès (1956-1958)

#### Période Cliff Gallup (1956)
Le 4 mai 1956, le groupe arrive au studio d'Owen Bradley, à Nashville, où Buddy Holly et Johnny Carroll ont déjà enregistré. Ce dernier avait suggéré d'exagérer l'écho. L'ingénieur Mort Thomasson avait alors mis au point un nouveau son, lequel est repris pour Gene et ses musiciens, dont il parvient à traduire l'innocence, la spontanéité, le tempérament adolescent et sauvage. Les trois titres de la démo sont enregistrés, ainsi que Woman Love, une adaptation d'une chanson hillbilly déjà interprétée par Jimmy Johnson. À l'issue de la séance, Vincent Eugene Craddock devient Gene Vincent, et le groupe prend le nom de Gene Vincent and His Blue Caps, en hommage à l'éternelle casquette bleue de son facétieux benjamin, Dickie Harrell, quinze ans.
Le single sort le 2 juin avec, en face A, Woman Love, et, en face B, Be-Bop-A-Lula. Les passages à la radio de la face A ne rencontrent guère de succès.
Les programmateurs proposent alors la face B : 200 000 disques se vendent, dans le seul mois de juin. Be-Bop-A-Lula, rockabilly syncopé, devient un tube légendaire. Il sera repris par de nombreux artistes.
Du 24 au 27 juin, le groupe enregistre son premier album dans des conditions de live.
Du jour au lendemain, Gene et ses quatre musiciens se voient propulsés au sommet du nouveau show business rock 'n' roll. Le 20 juillet, le groupe entame sa première tournée américaine. Le 13 août voit la sortie de l'album Bluejean Bop, et le 10 septembre celle du deuxième single, Race With The Devil.
Le 14 septembre, le guitariste rythmique Willie Williams quitte le groupe. Il est remplacé par Paul Peek. Le 16 septembre, c'est au tour du lead guitar Cliff Gallup de s'en aller. Marié, il apprécie peu la vie de tournée. Il est remplacé par Russell Wilaford. Le 22 septembre, la tournée prend fin.
Le 23 septembre, sort le troisième single, Bluejean Bop. Le 26 septembre, une séquence pour le film The Girl Can't Help It (La Blonde et moi) de Frank Tashlin est tournée. Les deux nouveaux du groupe, Paul Peek et Russell Wilaford, sont les guitaristes que l'on y voit mimer l'interprétation de Be-Bop-A-Lula. Pris par d'autres engagements, Russel Wilaford quitte bientôt le groupe sans avoir jamais enregistré.
Le même mois, Gene et Ken Nelson arrivent à convaincre Cliff Gallup de faire un bref retour, le temps de participer à la session d'enregistrement du deuxième album, qui a lieu du 15 au 18 octobre, toujours au studio d'Owen Bradley, à Nashville.
Les solos d'un Cliff Gallup à la guitare « plus rapide et aveuglante que la lumière » ont nettement contribué aux premiers succès de Gene Vincent,. Le départ de ce guitariste joue en partie un rôle dans l'évolution ultérieure du style du chanteur.
En novembre, Gene effectue sa première tournée au Canada.
La fin de l'année 1956 est difficile. Gene souffre énormément de sa jambe malade, éprouvée par les concerts. Il doit faire un nouveau séjour à l'hôpital. Jack Neal, le contrebassiste, part à son tour. Et le directeur artistique Sheriff "Tex" Davis se sépare également du groupe.

#### Blue Caps remaniés (1957)
Le deuxième album, un des plus sauvages de Gene Vincent, un des meilleurs aussi, sort le 4 mars 1957 sous le nom de Gene Vincent and the Blue Caps. Il contient notamment  Red Blue Jeans and a Pony Tail, Cruisin', Double Talkin' Baby, You Better Believe, Cat Man...
Un nouveau groupe est constitué pour les tournées, avec Johnny Meeks en guitariste solo. La guitare rythmique acoustique et la contrebasse sont remplacées par une guitare électrique et une guitare basse. Le groupe se renforce de deux choristes-clappers-danseurs chargés de soutenir le chant et d'animer les prestations scéniques.
Le 28 avril a lieu un concert à Chicago, au Howard Miller Show, devant plus de 30 000 personnes en délire. Gene reçoit alors son premier disque d'or, celui de Be-Bop-A-Lula.
Les 19 et 20 juin, le studio de Nashville n'étant pas disponible, Gene enregistre Lotta Lovin' et Dance to the Bop dans les studios du Capitol Records Building, à Hollywood. L'environnement de travail est approximatif. Le son change.
Le 24 juin, Gene divorce. La chanson Lotta Lovin' sort le 22 juillet. C'est un succès. En octobre, Gene effectue une tournée de trois semaines en  Australie, en compagnie de Little Richard et d'Eddie Cochran, qui devient son grand ami.
Mais Gene a un caractère difficile, et les Blue Caps sont constamment remaniés.
Le 17 novembre 1957, Gene et son groupe participent à la fameuse émission de télévision The Ed Sullivan Show et y reçoit son second et dernier disque d'or de sa carrière pour Lotta Lovin'. Il y interprète Dance to the Bop, qui sort le lendemain et sera son ultime succès avec les Blue-Caps. Du 6 au 18 décembre, le groupe est de retour aux studios Capitol, où les conditions de travail laissent plus que jamais à désirer. Quinze morceaux sont enregistrés, en vue d'un album et de divers singles.

#### Fin des Blue Caps (1958)
Le troisième album, Gene Vincent Rocks And The Blue Caps Roll, sort le 8 mars 1958. Gene est alors au sommet de son succès. De nombreux adolescents américains se reconnaissent dans son style, celui d'un rebelle torturé, à la jambe fracassée par un accident de moto. Les résultats des ventes, sans atteindre ceux du premier disque, tiennent bon.
Gene obtient un rôle caméo dans le film Hot Rod Gang, où il va chanter notamment Baby Blue. Les chansons du film sont enregistrées du 25 au 29 mars, en même temps que d'autres, destinées à un quatrième album. Les séquences sont filmées le 30 mars. En mai, Baby Blue sort en single et n'a pas de succès aux États-Unis  (alors qu'il sera l'un de ses plus grands en France). Le même mois, Gene se marie une nouvelle fois. L'heureuse élue est Darlene Hicks, qui lui inspirera un célèbre slow-rock.
Une session d'enregistrement, en vue d'un cinquième album, a lieu du 13 au 21 octobre 1958. Déjà vocaliste lors de la session de mars, Eddie Cochran assure la basse et participe aux arrangements de façon anonyme. C'est le dernier enregistrement des Blue Caps en tant que tels. Le groupe se sépare. Gene doit honorer sa fin de contrat avec des musiciens de studio. En novembre, sort le single Say Mama. Le même mois, le quatrième album, intitulé A Gene Vincent Record Date est mis en vente. Il ne rencontre pas le succès.

### Fin d'une époque (1959)
Le 27 avril 1959, Darlene et Gene ont une petite fille, Melody Jean. Gene part en été pour une tournée de trois semaines au Japon, où il reçoit un accueil délirant. Il sort un cinquième et un sixième albums, Sounds Like Gene Vincent (1er juin 1959) et Crazy Times (1er janvier 1960).
Mais la fin des années 1950 marque la fin d'une époque : au grand soulagement de l'Amérique conservatrice et puritaine, le rock « pur et dur » commence à être boudé par les radios, qui lui préfèrent des créations moins « sauvages ». C'est la montée des chanteurs « pretty faces ». Après six albums et une poignée de 45 tours, Gene Vincent est désormais en dehors de la mode. Il n'a pas le physique de Frankie Avalon, ni celui de Fabian, encore moins celui d'Elvis Presley — lequel glisse à ce moment-là vers un style de plus en plus mélodique et pop.
Alors Gene se tourne résolument vers l'Europe. Au Royaume-Uni, les succès de « pionniers », comme Tommy Steele et Johnny Kidd, ouvrent un chemin prometteur au rock 'n' roll dur.

### Succès en Europe (1960-1962)

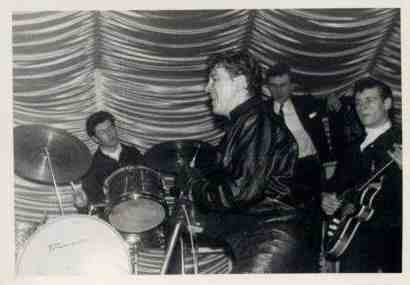
Gene Vincent en 1961.

Gene est invité au Royaume-Uni par le producteur de télévision Jack Good, qui lui demande d'effectuer un certain nombre de passages dans l'émission Boy Meets Girls. Gene arrive à Londres le 5 décembre 1959. Il est accueilli en héros du vrai rock. Sa carrière est relancée. Jack Good, s'attendant à voir débarquer un voyou briseur de mobilier, est un peu décontenancé de rencontrer un jeune homme affable et déférent, qui l'appelle « Sir ». Aussi suggère-t-il à Gene un costume de scène qui sera désormais le sien, et qui sera copié par quantité d'autres rockers (dont Elvis pour le come-back du rock 'n' roll en 68) : blouson, pantalon, et gant(s), de cuir noir, médaillon au cou. Le 12 décembre, Gene apparaît dans l'émission.
Il chante pour la première fois en France le 15 décembre, à l'Olympia de Paris.

#### L'accident
Eddie Cochran le rejoint au Royaume-Uni le 11 janvier 1960. Ensemble, ils entament une tournée dans le pays. Dans la  nuit du 16 avril 1960, Eddie Cochran trouve la mort dans un accident de voiture, à Chippenham, dans le Wiltshire. Présent dans le véhicule au moment de la collision, Gene, quant à lui, a la clavicule et des côtes cassées, ainsi que des blessures à sa jambe déjà meurtrie. Il ne se remet jamais tout à fait de la perte de son ami. Il ne sort d'ailleurs qu'un seul single cette année-là, Pistol Packin' Mama, arrangé par Eddie. En hommage à Eddie Cochran, depuis cet accident, il porte toujours un gant de cuir noir à la main gauche.
Le 13 octobre 1960, Darlene et Gene ont un garçon, Gene junior.
Gene ne reprend le chemin des studios qu'à partir de février 1961. En avril, il divorce une deuxième fois. Il effectue un tour de galas en terre britannique, accompagné par l'orchestre Sounds Incorporated (Grand succès avec eux : I'm Going Home).
Aux États-Unis, Gene Vincent est oublié petit à petit, tandis qu'il est très populaire en Europe, notamment en Angleterre. Des groupes français comme Les Chaussettes Noires ou Les Chats Sauvages contribuent à sa notoriété en adaptant ses morceaux en français.
Le 23 janvier 1963, Gene se marie pour la troisième fois, avec Margie Russell. Le 29 mai, le couple a une petite fille, Sherri Ann.

### Années tragiques (1963-1971)

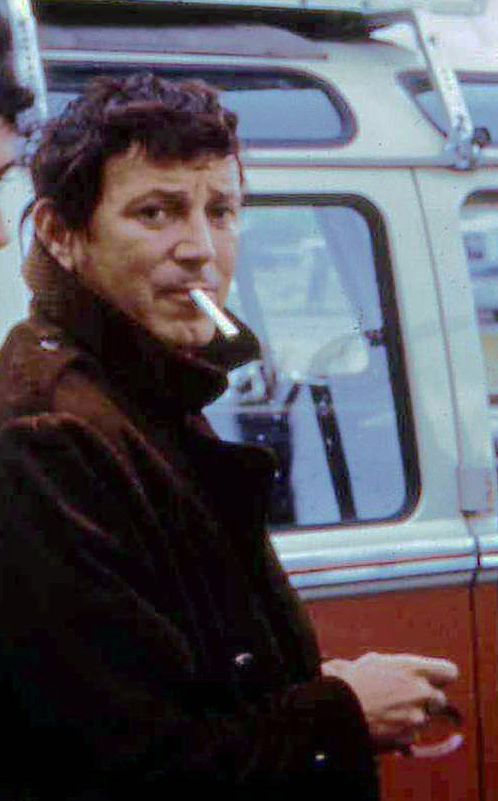
Gene Vincent en 1967 à Cherbourg.

En 1963 Gene entame une tournée francophone avec  Les Sunlights, leur succès est immense.
Gene doit affronter, en cette année 1963, le déferlement de la nouvelle génération du british beat, dont les plus éminents représentants, les Beatles, sont pourtant ses admirateurs (on a beaucoup spéculé sur une offre de Gene de produire leur premier album). Le contrat de Gene avec Capitol n'est pas renouvelé. En délicatesse (?) avec le fisc américain, en manque d'un contrat sérieux (il a des liaisons éphémères avec de petits labels, comme Challenge, Dandelion, Kama Sutra dans les années 70), Gene ne conserve qu'une poignée de fans. Ses disques ne se vendent plus. Il doit se lancer dans des tournées harassantes pour vivre. Le rocker embarque alors pour le vieux continent. Il multiplie les tournées en Europe notamment celle avec les Sunlight qui est un grand succès.  Il garde de fidèles admirateurs, en France notamment (où ses fans le surnomment affectueusement « Gégène »), mais aussi aux Pays-Bas et en Allemagne.
En 1964, en tournée en Afrique du Sud, il noue une liaison avec Jackie Frisco, chanteuse locale Il tourne beaucoup avec The Shouts, il enregistre un album avec eux (Shakin' up a Storm). En 1965, il quitte Margie. À la fin de l'année, sa santé et sa carrière sont au plus bas. Mal dans sa peau, torturé, Gene Vincent pousse de plus en plus l'« esprit rock » à son paroxysme, multipliant les abus d'alcool. Intransigeant, il n'accepte aucun compromis, et peut parfois se montrer violent,. « Personnage attachant et instable », il use « amours, amitiés et bonnes volontés avec une constance suicidaire ». Son talent cependant reste entier, tout comme sa passion pour le rock 'n' roll pur et dur.
En 1966, Gene et Jackie Frisco se marient à Mexico. Gene revient en Europe en 1967, mais c'est pour retomber dans le même style de vie autodestructeur. En 1970, il se sépare de Jackie Frisco, dont il ne divorce pas. Sa dernière tournée en France, en juin, tourne au désastre.
Criblé de dettes, miné par l'alcool et le désespoir, Gene trouve la mort le 12 octobre 1971, à 36 ans, victime d'une hémorragie stomacale. Il est enterré à l'Eternal Valley Memorial Park, à Newhall (Californie).

## Style
Très doué, sensuel, Gene est considéré comme « un des plus merveilleux chanteurs de l'histoire du rock ». Sa voix est « limpide, juvénile », son chant « fébrile, faussement essoufflé, noyé d'échos », son vibrato totalement maîtrisé. « Ses intonations sont éraillées avec mesure, souvent plaintives ». Capable de passer de la douceur extrême à l'expression la plus frénétique de l'agressivité sur les tempos rapides, sa voix est devenue celle de la révolte d'une génération frustrée « et l'expression ultime de la pureté du rock 'n' roll ».
Gene garde tout d'abord son style personnel, qu'il appelle « bop » » : un hillbilly boogie aux accents syncopés, bien soutenu par cette voix étonnante, aux aigus perçants et aux basses de crooner. Ce style est le trait distinctif de ses premiers tubes.
En 1957, Gene inclut une saveur de doo-wop, avec l'appui de deux voix de chœur, et de « clapping » (Git it).
Ensuite, Gene Vincent vire de plus en plus vers le rhythm and blues, enregistrant des versions de tubes R&B des années 1940 et 1950, ainsi que des classiques de
country et de western swing (comme des succès de Hank Williams, et la célèbre Pistol Packin' Mama d'Al Dexter).
À partir de 1957, Gene — tout comme Buddy Holly — contribue au succès des guitares Fender Stratocaster dans le monde rock, en s'affichant avec des instruments aux couleurs custom (d'abord blancs, et ensuite noirs), qui vont séduire les guitaristes débutants.

## Mémoire
Gene Vincent laisse derrière lui un héritage musical qui influence la branche la plus puriste du rock 'n' roll et du rockabilly revival de la fin des années 1970.
Sa fille Melody Jean Vincent, chanteuse, perpétue sa mémoire.
Ses derniers titres enregistrés en 1971 pour le label Rollin' Rock de Ronnie Weiser sont pleins d'émotion, avec une superbe reprise du Bring it on home de Sam Cooke, Rose of Love, et une version de Party Doll, de Buddy Knox.
En 1977, Ian Dury lui consacre la chanson Sweet Gene Vincent.
Oublié aux États-Unis, Gene ne rentre au fameux Rock and Roll Hall of Fame qu'en 1998, douze ans après Elvis Presley, onze ans après son ami Eddie Cochran.
Le Rockabilly Hall of Fame, lui, n'a pas oublié la contribution du chanteur au rockabilly : c'est Gene qui, en 1997, entre le premier dans son classement.

## Principaux succès
- Be-Bop-A-Lula (1956) : 7e aux États-Unis, 16e en Grande-Bretagne
- Blue Jean Bop (1956) : 34e aux États-Unis, 16e en Grande-Bretagne
- Woman Love (1956)
- Crazy Legs (1956)
- Race With The Devil (1956)
- Dance To The Bop (1957) : 23e aux États-Unis
- Lotta Lovin' (1957) : 13e aux États-Unis
- B-I-Bickey-Bi Bo Bo (1957)
- Wear My Ring (1957) : 13e aux États-Unis
- Say Mama (1958)
- Baby Blue (1958)
- I'm Going Home
- She She Little Sheila (1959) : 22e en Grande-Bretagne
- Wild Cat (1959) : 21e en Grande-Bretagne
- Pistol Packin' Mama (1960) : 15e en Grande-Bretagne
- Be-Bop-A-Lula 62 (1962)
- Bird Doggin' (1966)
- The Day The World Turned Blue (1971)
- Love of a man
- Anna Annabelle
- Over the Rainbow (1959)

## Discographie

### Albums
- Bluejean Bop, Capitol, 1956
- Gene Vincent and the Blue Caps, Capitol, 1957
- Gene Vincent Rocks and The Blue Caps Roll, Capitol, 1958
- A Gene Vincent Record Date, Capitol, 1958
- Sounds like Gene Vincent, Capitol, 1959
- Crazy Times, Capitol, 1960
- The Crazy Beat of Gene Vincent, Capitol, 1963
- A Rockin' date with Gene Vincent, Capitol, 1963
- Shakin' up A storm, Columbia, 1964
- Gene Vincent, Challenge, 1967
- I'm Back and I'm Proud, Dandelion, 1969
- If you could only see me today, Kama Sutra, 1970
- The Day The World Turned Blue, Kama Sutra, 1971
- The Last Session (BBC, 1er octobre 1971), Nighttracks Strange Fruit Records, 1987 (maxi 45 tours)

### CD
- The Gene Vincent 6-CD Box Set, Capitol
- The Road Is Rocky 8-CD Box Set, Bear Family
- The Outtakes 6-CD Boxset, Bear Family
- Rebel Heart, Magnum Force, U.K., 1992
- Gene Vincent and the Blue Caps, Capitol Music, 2002

Il en existe pleins d'autres sur Bear Family...

### DVD
- At Town Hall Party, Bear Family, 2003
- The Town Hall Party TV Shows 1958-1959, Rocksta, 2003

## Reprises
De nombreuses chansons popularisées par Gene Vincent sont reprises ou adaptées par d'autres artistes. Citons principalement :
- Be-Bop-A-Lula, par The Everly Brothers (1958), Cliff Richard and The Shadows sous leur ancien nom The Drifters (1959), Jerry Lee Lewis, Carl Perkins, Les Chaussettes Noires (1961), Johnny Hallyday, Johnny Carroll (1974), John Lennon (1975), David Cassidy (1975), Gene Summers (1981), Paul McCartney (1991), Queen, les Stray Cats, Foghat...
- Blue Jean Bop, par Eddy  Mitchell (1963), Paul McCartney (1999)
- Get It, par Eddy Mitchell (C'est un piège, 1974), Dave Edmunds (1977)
- Dance To The Bop, par Les Chats Sauvages (Quand les Chats sont là, 1962)
- Love of a Man, par Les Chats Sauvages (L'Amour que j'ai pour toi, 1962)
- Anna Annabelle, par Les Chats Sauvages (1962)
- I'm Going Home, par Les Chats Sauvages (Je reviendrai, EP 45 t, septembre 1962) ; par Eddy Mitchell (Je reviendrai); par les Lucky Devils (album Black with Flames, 2003)
- Jeff Beck a consacré tout un album à des reprises de chansons de Gene Vincent. Intitulé Crazy Legs (Epic, 1993), on y retrouve : Race with the Devil, Cruisin, Crazy Legs, Double Talkin' Baby, Woman Love, Lotta Lovin, Catman, Pink Thunderbird, Baby Blue, You Better Believe, Who Slapped John, Say Mama, Red Blue Jeans and a Pony Tail, Five Feet of Lovin, B-I Bickey-bi, Bo-Bo-Go, Blues Stay Sway From Me, Pretty Pretty Baby et Hold Me, Hug Me, Rock Me.
- Eddy Mitchell, seul ou avec Les Chaussettes Noires, a adapté et repris 26 chansons de Gene Vincent.

#### En anglais
- Britt Hagarty, The Day the World Turned Blue, Blandford, Londres, 1984
- Sue Smallwood, Gene Vincent's Crazy Time, 1993
- Dave Thomson, Gene Vincent on the Edge-Rebellious Blue Denim and Black Leather, 2000
- Thierry Liesenfeld, The Story behind the songs
- Susan Vanhecke, Race with the Devil : Gene Vincent's Life in the Fast Lane, Saint Martin's Press, 2000
- Steven Mandish, Sweet Gene Vincent : The Bitter End, Orange Syringe Productions, 2002
- Mike Farren, Gene Vincent : There's On In Every Town, 2004
- Derek Henderson, Gene Vincent A Companion, 2005
- Yvonnick Guitton, Gene Vincent. Full Dimensional, Bush Book

#### En français
- Gérard Lautrey et Serge Schlawick, Gene Vincent Story, 5 livrets 1956/1971. Crazy Times Revues 1978
- Jacky Chalard, Gene Vincent European Tour, éd. Horus, 1979
- Rodolphe et Georges Van Linkhout, Gene Vincent une histoire du rock'n'roll, bande dessinée, éd. Dargaud, 2007
- Pierre Achard, Les Derniers Jours du rock 'n' roll, éd. Grasset, 2008 (un chapitre est consacré à Gene Vincent, p. 60-78)
- Garrett McLean, Gloire et tribulations d'un rocker en France et dans les pays francophones, distribution ThunderSound, Michel Morley (Marseille), 2010, 276 pages
- Jean-William Thoury, Gene Vincent, Dieu du rock'n'roll, éd. Camion Blanc, 2010, 398 pages